# Mario Bugeanu
Mario Narcis Bugeanu (n. 15 ianuarie 1975 – d. 22 martie 1999) a fost un jucător român care a activat și ca fundaș dar și ca mijlocaș. A decedat din cauza monoxidului de carbon emanat de țeava de eșapament a mașinii în care se afla cu prietena sa.

## Activitate
- Rapid București (1996-1997)
- Rapid București (1997-1998)
- Rapid București (1998-1999)
- Gloria Bistrița (1998-1999)